# Cerkiew św. Męczennika Pantelejmona w Siemianówce
Cerkiew pod wezwaniem św. Wielkomęczennika Pantelejmona – prawosławna cerkiew cmentarna w Siemianówce. Należy do parafii św. Jerzego w Siemianówce, w dekanacie Hajnówka diecezji warszawsko-bielskiej Polskiego Autokefalicznego Kościoła Prawosławnego.
Cerkiew znajduje się na założonym w 1956 cmentarzu prawosławnym. Świątynia murowana, dwukopułowa, zbudowana w latach 1983–1984, konsekrowana 9 września 1984 przez biskupa wrocławskiego i szczecińskiego Jeremiasza.
Główną uroczystością obchodzoną w cerkwi jest święto patronalne – wspomnienie św. Wielkomęczennika Pantelejmona, przypadające w dniu 9 sierpnia (27 lipca według starego stylu).